# Альберто де Бурбон-и-Кастельви
Альберто Мария де Бурбон-и-Кастельви (исп. Alberto María de Borbón y de Castellví; 22 февраля 1854, Валенсия — 21 января 1939) — испанский аристократ и военный деятель, 1-й герцог Санта-Елена (1917—1939).

## Биография
Младший сын Энрике, 1-го герцога Севильского и Елены де Кастельви-и-Шелли, дочери Антонио де Падуа де Кастельви-и-Фернандес-де-Кордоба, графа Кастелла, и Маргариты Шелли. Внук инфанта Франсиско де Паула де Бурбона. Двоюродный брат короля Альфонсо XII.
Во время Второй карлистской войны вместе со своим старшим братом Франсиско вступил в ряды карлистов, дослужившись до звания майора. После вступления на престол Альфонсо XII братья вступили в королевскую армию, с обещанием не сражаться против карлистов. Затем он служил на Кубе, где командовал Королевским кавалерийским полком. Позже ему присвоили звание генерал-лейтенанта.
31 октября 1878 года Альфонсо XII пожаловал ему титул маркиза Санта-Елена.
31 июля 1917 года король Альфонсо XIII возвёл его в титул герцога Санта-Елена.
С установлением Второй Республики в 1931 году, несмотря на преклонный возраст, он вернулся к активной деятельности в Карлистской партии. Он командовал 1-й и 2-й резервными бригадами, а когда республиканцы провозгласили Сео-де-Уржель, он командовал кавалерийским полком Фарнезии. Он также был военным атташе в Лондоне, а также командиром кавалерийской бригады IV армейского корпуса. Под конец жизни был военным губернатором Бильбао.
Альберто скончался 21 января 1939 года в возрасте 84 лет.

## Семья
27 ноября 1878 года женился на Маргарите д'Аст де Новеле (1855—1915), дочери Луи Оскара, барона д'Аст де Новеле и Франциски де Паулы де Кастельви-и-Шелли. В этом браке родилось 3 детей (2 дочери и сын):
- Изабелла Мария Маргарита Карлота де Бурбон-и-д'Аст де Новеле (18 октября 1879 — 29 октября 1966), замужем не была. Детей не имела
- Мария Иммакулада Альбертина Маргарита Изабель де Бурбон-и-д'Аст де Новеле (14 сентября 1880 — 10 апреля 1967), замужем не была. Детей не имела.
- Альберто Мария де Бурбон-и-д’Аст (12 февраля 1883 — 1 декабря 1959), 2-й герцог Санта-Елена (1939—1959).

В 1918 году женился на Клотильде Гертрудис де Галло Руиса-и-Диес де Бустаманте (1869—1936), дочери Мигеля Галло и Руиса и Мануэлы Диас де Бустаменте. Этот брак был бездетным.
В 1937 году женился на Изабель Родригес де Кастро Буэно Менаде Кастро, маркизе де Буэно (1888—1947), дочери Мануэля Родригеса де Кастро-и-Мены и Летиции Эсколастики Буэно-и-Бланко. В этом браке также детей не было.